# Diocèse de Ratisbonne

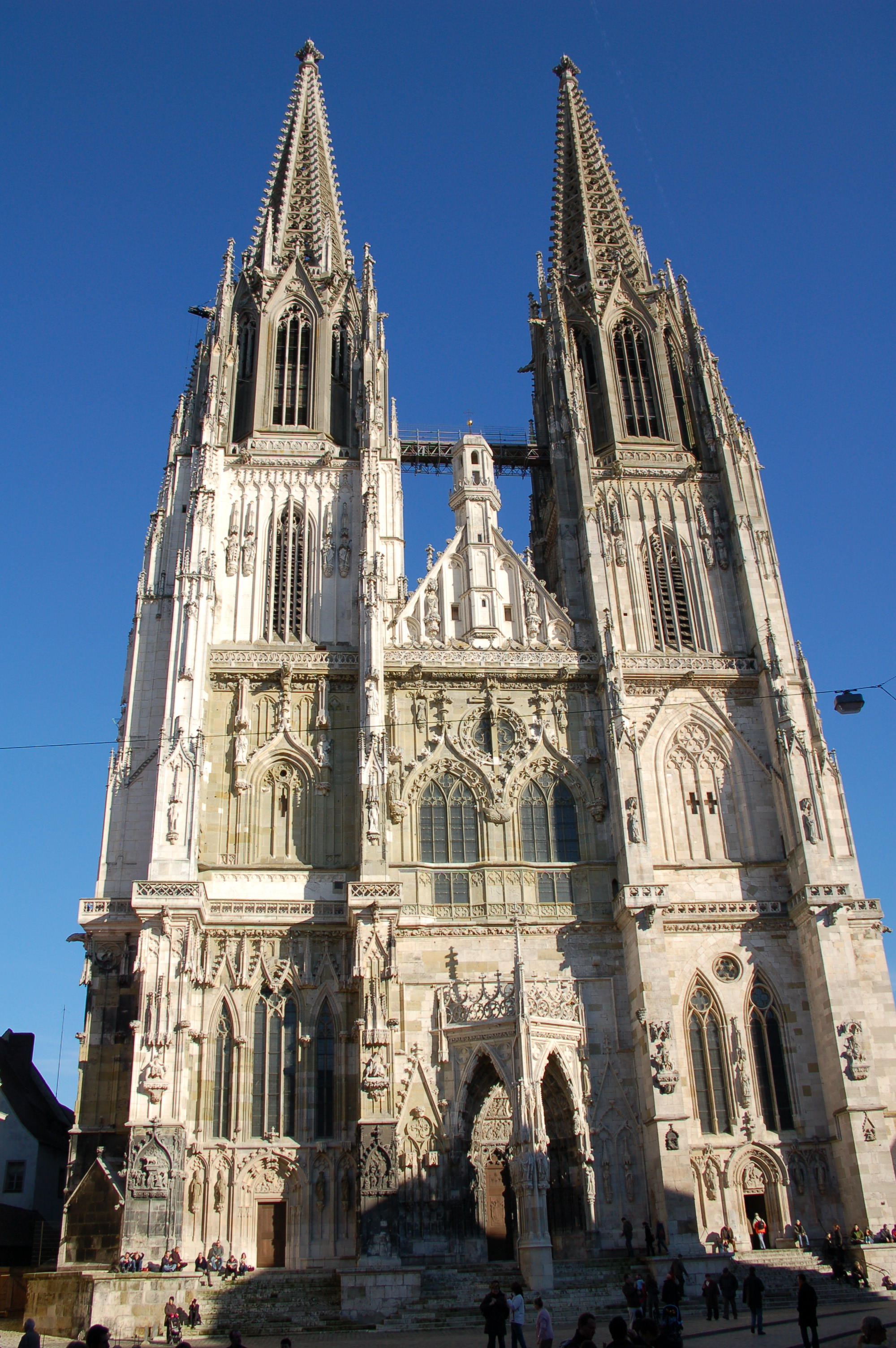
Façade de la cathédrale de Ratisbonne.

Le diocèse de Ratisbonne (en latin : Dioecesis Ratisbonensis, en allemand : Bistum Regensburg) est un diocèse catholique d'Allemagne, situé en Basse-Bavière. Il a son siège à la cathédrale Saint-Pierre de Ratisbonne, et est suffragant de l'archidiocèse de Munich et Freising. En 2022, il comptait 1 102 528 baptisés pour 1 750 532 habitants. Depuis 2013, il est tenu par Rudolf Voderholzer.

## Territoire
Le diocèse comprend la partie orientale de la Bavière, en Allemagne méridionale.
Son siège épiscopal est la ville de Ratisbonne, où se trouve la cathédrale Saint-Pierre. Le diocèse possède cinq basiliques: la basilique Saint-Emmeran et la basilique Notre-Dame-de-la-Vieille-Chapelle de Ratisbonne, la basilique de l'Assomption-et-Saint-Jean-l'Évangéliste de Waldsassen, la basilique Saint-Jacques de Straubing et la basilique Saint-Martin d'Amberg.
Le territoire si s'étend sur 14.665 km² et est subdivisé en 631 paroisses, regroupées en huit régions, elles-mêmes subdivisée en trente-trois doyennés.

## Histoire
Ratisbonne fut au cœur de l'évangélisation de la Bavière grâce à l'œuvre d'évêques  itinérants : saint Emmeran († 652), saint Rupert (vers 697), saint Erhard (vers 700-720) et le bienheureux Albert (vers 720). Créé en 739 par saint Boniface, celui-ci divise la Bavière en quatre diocèses : Ratisbonne, Freising, Passau et Salzbourg. En 798, le diocèse de Salzbourg est élevé au rang d'archidiocèse et Ratisbonne en devient suffragant.
Au IXe siècle, une action évangélisatrice à partir de Ratisbonne se développe vers l'est, où vivent des peuples slaves, aire immense comprenant la Bohême, la Moravie et une partie de la Pannonie. Le premier succès de cette évangélisation est le baptême de quatorze princes de Bohême en 847 grâce à l'évêque Baturic.
En juin 880, saint Méthode est élu archevêque de Moravie et de Pannonie. Le diocèse de Nitra (de) est érigé comme premier siège territorial du projet missionnaire de Méthode. En 973, c'est au tour du diocèse de Prague qui comprend à l'origine la Bohême, la Silésie avec Cracovie, la Lusace, la Moravie, la Pannonie occidentale jusqu'au fleuve Váh et au Danube et la Basse-Autriche entre les fleuves Thaya et Kamp.
L'année 975 voit naître le fameux chœur de la cathédrale de Ratisbonne, les Regensburger Domspatzen, qui accompagne l'histoire du diocèse de manière ininterrompue jusqu'à nos jours.
Les Xe et XIe siècles voient la fondation de nombreux monastères qui adoptent pour la plupart la règle bénédictine. De nouvelles fondations de monastères se succèdent aussi dans les siècles suivants, comme ceux des Carmes, des Dominicains et des Franciscains. Au XIIIe siècle, le diocèse devient la principauté épiscopale de Ratisbonne du Saint-Empire romain germanique.
Dans les trente premières années du XVIe siècle, l'évêque Jean III s'oppose efficacement à la Réforme protestante, mais son successeur Pancrace de Sinzenhofen laisse se développer ces nouvelles doctrines à tel point que la cathédrale est détruite par les protestants. La situation change en faveur des catholiques dans la seconde moitié du XVIe siècle, d'un point de vue politique et d'un point de vue spirituel, notamment par l'action des Jésuites qui fondèrent à Ratisbonne un collège en 1589. Des paroisses font retour au catholicisme en 1614.
La guerre de Trente Ans causa d'immenses pertes humaines et des ravages dans la ville et dans le diocèse. Le grand séminaire diocésain est institué en 1653.
Albert-Sigismond en 1668 inaugure la série des princes-évêques issus de la maison de Bavière, qui se succèdent à la cathédrale de Ratisbonne pendant 95 ans.
En 1803, Napoléon transfère l'archevêque de Mayence à Ratisbonne avec le titre d'archevêque de Ratisbonne et primat de Germanie. Ces décisions sont ratifiées par le pape Pie VII le 1er février 1805 par la bulle In universalis Ecclesiae. La principauté cesse d'exister en 1810, annexée par le royaume de Bavière, allié de Napoléon.  
À la mort de l'archevêque en 1817, Ratisbonne devient un diocèse suffragant de l'archidiocèse de Munich et Freising, selon le concordat de 1817-1818. Au XIXe siècle, Ratisbonne est l'un des foyers du mouvement cécilien de renouveau de la musique sacrée.
Les candidats au sacerdoce suivent leur formation au grand séminaire de Ratisbonne.
Le diocèse a reçu la visite du pape Benoît XVI en septembre 2006.

## Statistiques
- Nombre d'habitants en 1970: 1 555 105, en 2008: 1 694 202, en 2017: 1 734 33
- Nombre de baptisés en 1970: 1 331 104 (85,6%), en 2008: 1 240 480, en 2017: 1 176 105 (67,8%)
- Nombre de paroisses en 1970: 773, en 2008: 631, en 2017: 631
- Nombre de doyennés en 2008: 33
- Nombre de prêtres diocésains en 1970: 1 126, en 2008: 812, en 2017: 742
- Nombre de prêtres religieux en 1970: 250, en 2008: 209, en 2017: 212
- Nombre de diacres permanents en 2008: 104, en 2017: 106
- Nombre de religieux en 1970: 541, en 2008: 367, en 2017: 417
- Nombre de religieuses en 1970: 4 335, en 2008: 1 372, en 2017: 1 230[2]

On constate un effondrement des vocations féminines  et une chute de la proportion du nombre de baptisés catholiques.